# Al-Waqia
Al-Wāq'iah (arabiska: سورة الواقعة) ("Det som måste komma", "Det Oundvikliga" eller "Händelsen") är den femtiosjätte suran i Koranen med 96 verser (ayah). Den skall ha uppenbarats för profeten Muhammed under dennes period i Mekka.
Muhammed säger i en hadith (Ibn as-Sunni 620, Bayhaqi): Den som reciterar Surah al-Wāq'iah på natten skall aldrig drabbas av fattigdom."

## De tre grupperna i suran
Suran handlar bland annat om vem som hamnar i lycksalighetens lustgårdar eller helvetet när de dör, och människorna delas därvid upp i tre grupper:
- De främsta i tron och i att göra gott

- De som hör till den högra sidan (de som Gud är nöjd med[1])

- De som hör till den vänstra sidan (de som Gud inte är nöjd med[2])